# Míson
Míson de Queneia[nota 1] é apontado como um possível membro do grupo dos Sete Sábios da Grécia. A ele atribuem-se os seguintes pensamentos:
- A democracia é preferível à tirania[1]
- Guarda os segredos[1]
- Indaga as palavras a partir das coisas, não as coisas a partir das palavras[2]
- O estudo abarca todas as coisas[1]
- Os prazeres são mortais, as virtudes, imortais[1]
- Um lucro desonesto é uma calúnia contra o espírito[1]